# Milan Trajković
Milan Trajković (in serbo Милан Трајковић?, in greco Μίλαν Τράικοβιτς?; Surdulica, 17 marzo 1992) è un ostacolista serbo naturalizzato cipriota.

## Record nazionali

### Seniores
- 60 metri ostacoli indoor: 7"51 ( Birmingham, 4 marzo 2018)
- 110 metri ostacoli: 13"25 ( Londra, 9 luglio 2017)

## Progressione

### 60 metri ostacoli indoor
| Stagione | Tempo | Luogo      | Data      | Rank. Mond. |
| -------- | ----- | ---------- | --------- | ----------- |
| 2018/19  | 7"52  | Düsseldorf | 20-2-2019 | 5º          |
| 2017/18  | 7"51  | Birmingham | 4-3-2018  | 8º          |
| 2016/17  | 7"56  | Belgrado   | 3-3-2017  | 12º         |
| 2015/16  | 7"79  | Il Pireo   | 14-2-2016 | 104º        |
| 2014/15  | 7"65  | Il Pireo   | 14-2-2015 | 26º         |
| 2012/13  | 7"84  | Il Pireo   | 17-2-2013 | 95º         |

### 110 metri ostacoli
| Stagione | Tempo            | Luogo          | Data      | Rank. Mond. |
| -------- | ---------------- | -------------- | --------- | ----------- |
| 2018     | 13"36 (+2,0 m/s) | Gold Coast     | 9-4-2018  | 22º         |
| 2017     | 13"25 (0,0 m/s)  | Londra         | 9-7-2017  | 13º         |
| 2016     | 13"31 (+0,3 m/s) | Rio de Janeiro | 16-8-2016 | 22º         |
| 2015     | 13"78 (+0,2 m/s) | Atene          | 25-7-2015 | 54º         |
| 2014     | 13"65 (+1,2 m/s) | Nicosia        | 7-6-2014  | 82º         |
| 2013     | 13"50 (+1,6 m/s) | La Canea       | 8-6-2013  | 52º         |
| 2012     | 14"09 (+0,1 m/s) | La Canea       | 3-6-2012  | 343º        |
| 2011     | 14"57 (0,0 m/s)  | Limassol       | 25-6-2011 | 773º        |

## Palmarès
| Anno | Manifestazione                    | Sede           | Evento   | Risultato  | Prestazione | Note                                     |
| ---- | --------------------------------- | -------------- | -------- | ---------- | ----------- | ---------------------------------------- |
| 2011 | Europei juniores                  | Tallinn        | 110 m hs | Semifinale | 14"49       |                                          |
| 2013 | Europei indoor                    | Göteborg       | 60 m hs  | Batteria   | 7"95        |                                          |
| 2013 | Giochi dei piccoli stati d'Europa | Lussemburgo    | 110 m hs | Oro        | 14"03       |                                          |
| 2013 | Europei under 23                  | Tampere        | 110 m hs | 8º         | 14"22       |                                          |
| 2014 | Giochi del Commonwealth           | Glasgow        | 110 m hs | Batteria   | 13"95       |                                          |
| 2014 | Europei                           | Zurigo         | 110 m hs | Batteria   | 13"78       |                                          |
| 2015 | Europei indoor                    | Praga          | 60 m hs  | Batteria   | 7"83        |                                          |
| 2015 | Giochi dei piccoli stati d'Europa | Reykjavík      | 110 m hs | Oro        | 13"86       |                                          |
| 2015 | Universiadi                       | Gwangju        | 110 m hs | 6º         | 13"78       | Miglior prestazione personale stagionale |
| 2016 | Europei                           | Amsterdam      | 110 m hs | 5º         | 13"44       |                                          |
| 2016 | Giochi olimpici                   | Rio de Janeiro | 110 m hs | 7º         | 13"41       |                                          |
| 2017 | Europei indoor                    | Belgrado       | 60 m hs  | 6º         | 7"60        |                                          |
| 2017 | Mondiali                          | Londra         | 110 m hs | Semifinale | 13"32       |                                          |
| 2018 | Mondiali indoor                   | Birmingham     | 60 m hs  | Finale     | dq          |                                          |
| 2018 | Giochi del Commonwealth           | Gold Coast     | 110 m hs | 4º         | 13"42       |                                          |
| 2019 | Europei indoor                    | Glasgow        | 60 m hs  | Oro        | 7"60        |                                          |
| 2019 | Mondiali                          | Doha           | 110 m hs | 8º         | 13"87       |                                          |
| 2021 | Giochi olimpici                   | Tokyo          | 110 m hs | Semifinale | 14"01       |                                          |
| 2022 | Mondiali indoor                   | Belgrado       | 60 m hs  | 7°         | 7"62        |                                          |
| 2022 | Giochi del Mediterraneo           | Orano          | 110 m hs | Oro        | 13"34       | Record dei Giochi                        |
| 2022 | Mondiali                          | Eugene         | 110 m hs | Semifinale | 13"49       |                                          |
| 2022 | Giochi del Commonwealth           | Birmingham     | 110 m hs | 6º         | 13"49       |                                          |
| 2022 | Europei                           | Monaco         | 110 m hs | Semifinale | 13"54       |                                          |
| 2023 | Europei indoor                    | Istanbul       | 60 m hs  | Semifinale | 7"73        |                                          |
| 2023 | Giochi europei                    | Chorzów        | 110 m hs | Argento    | 13"38       | [ 1 ]                                    |
| 2023 | Mondiali                          | Budapest       | 110 m hs | Semifinale | 13"33       |                                          |
| 2024 | Mondiali indoor                   | Glasgow        | 60 m hs  | 8°         | 7"59        |                                          |
| 2024 | Europei                           | Roma           | 110 m hs | Semifinale | 13"47       | Miglior prestazione personale stagionale |
| 2024 | Giochi olimpici                   | Parigi         | 110 m hs | Semifinale | 13"32       | Miglior prestazione personale stagionale |

## Campionati nazionali
- 3 volte campione cipriota assoluto dei 110 metri ostacoli (2014, 2016, 2017)
- 1 volta campione cipriota assoluto dei 60 metri ostacoli indoor (2016)

2011
- Argento ai campionati ciprioti assoluti ( Limassol, 25 giugno 2011), 110 m hs - 14"57
- 4º ai campionati ciprioti assoluti ( Limassol, 26 giugno 2011), 400 m hs - 55"50

2012
- FC ai campionati israeliani assoluti ( Tel Aviv, 13 giugno 2012), 110 m hs - 14"72

2013
- Argento ai campionati greci assoluti indoor ( Il Pireo, 17 febbraio 2013), 60 m hs - 7"84

2014
- Oro ai campionati ciprioti assoluti ( Nicosia, 7 giugno 2014), 110 m hs - 13"65
- FC ai campionati greci assoluti ( Atene, 19 luglio 2014), 110 m hs - 13"74

2015
- FC ai campionati greci assoluti indoor ( Il Pireo, 14 febbraio 2015), 60 m hs - 7"65
- Argento ai campionati greci assoluti ( Atene, 25 luglio 2015), 110 m hs - 13"83

2016
- 4º ai campionati greci assoluti indoor ( Il Pireo, 13 febbraio 2016), 60 m piani - 6"81
- Oro ai campionati greci assoluti indoor ( Il Pireo, 14 febbraio 2016), 60 m hs - 7"79
- Oro ai campionati ciprioti assoluti ( Nicosia, 18 giugno 2016), 110 m hs - 13"42

2017
- Oro ai campionati ciprioti assoluti ( Limassol, 17 giugno 2017), 110 m hs - 13"51

2018
- FC ai campionati greci assoluti indoor ( Il Pireo, 11 febbraio 2018), 60 m hs - 7"55